# Рифредо
Рифредо (итал. Rifreddo) је насеље у Италији у округу Кунео, региону Пијемонт.
Према процени из 2011. у насељу је живело 785 становника. Насеље се налази на надморској висини од 440 м.

## Становништво
Према резултатима пописа становништва 2011. у општини је живело 1.072 становника.
| 1931. | 1936. | 1951. | 1961. | 1971. | 1981. | 1991. | 2001. | 2011. |
| ----- | ----- | ----- | ----- | ----- | ----- | ----- | ----- | ----- |
| 1.012 | 1.050 | 978   | 897   | 847   | 934   | 975   | 1.032 | 1.072 |